# Dmitrij Bogdanov
Dmitrij Bogdanov (* 11. dubna 1979) je bývalý ruský atlet, halový mistr Evropy v běhu na 800 metrů.
Na juniorském mistrovství světa v roce 1998 doběhl ve finále běhu na 800 metrů sedmý. Mezi dospělými byl jeho nejúspěšnější sezónou rok 2005, kdy se stal halovým mistrem Evropy v běhu na 800 metrů.